# Calliopsis puellae
Calliopsis puellae is een vliesvleugelig insect uit de familie Andrenidae. De wetenschappelijke naam van de soort is voor het eerst geldig gepubliceerd in 1933 door Cockerell.